# Sagiolechia
Sagiolechia är ett släkte av lavar. Sagiolechia ingår i familjen Gomphillaceae, ordningen Ostropales, klassen Lecanoromycetes, divisionen sporsäcksvampar och riket svampar.
|             | Gyalectidium                                                                          |
|             |                                                                                       |
|             | Gyalideopsis                                                                          |
|             |                                                                                       |
|             | Gyalidea                                                                              |
|             |                                                                                       |
|             | Aderkomyces                                                                           |
|             |                                                                                       |
|             | Jamesiella                                                                            |
|             |                                                                                       |
|             | Asterothyrium                                                                         |
|             |                                                                                       |
|             | Diploschistella                                                                       |
|             |                                                                                       |
|             | Psorotheciopsis                                                                       |
|             |                                                                                       |
|             | Phyllogyalidea                                                                        |
|             |                                                                                       |
| Sagiolechia | \| \| Sagiolechia protuberans \| \| \| \| \| \| Sagiolechia rhexoblephara \| \| \| \| |
|             | \| \| Sagiolechia protuberans \| \| \| \| \| \| Sagiolechia rhexoblephara \| \| \| \| |
|             | Calenia                                                                               |
|             |                                                                                       |
|             | Sagiolechia protuberans                                                               |
|             |                                                                                       |
|             | Sagiolechia rhexoblephara                                                             |
|             |                                                                                       |

|  | Sagiolechia protuberans   |
|  |                           |
|  | Sagiolechia rhexoblephara |
|  |                           |